# Заблоцкий-Десятовский, Михаил Парфёнович
Михаи́л Парфёнович Забло́цкий-Десято́вский (1816—1858) — русский статистик и метролог. Брат Андрея Парфёновича и Павла Парфёновича Заблоцких-Десятовских.

## Биография
Михаил Заблоцкий-Десятовский родился в 1816 году; семья, к которой он принадлежал происходила из старинного малороссийского дворянского рода
По окончании юридического факультета Санкт-Петербургского университета в 1841 году, помимо служебных обязанностей в Азиатском департаменте министерства иностранных дел, участвовал в издании «Журнала Министерства государственных имуществ», в котором поместил целый ряд статей об известных экономистах и о рабочем вопросе, состоял также сотрудником «Санкт-Петербургских ведомостей» и «Экономического указателя».
Русское географическое общество поручило ему редактирование одного из своих первых изданий — «Сборника статистических сведений о России» (СПб., 1851), в котором Заблоцкому-Десятовскому принадлежат две статьи: «О числе жителей в России по состояниям» и «Сравнительное обозрение внешней торговли России за 25-летие 1824—1848».
Важнейший труд Заблоцкого-Десятовского — «Историческое исследование о ценностях в древней России» (СПб., 1854). Дополнением к нему служит статья «Что такое выражения: рубль, рубль московский, рубль новгородский» (в «Журнале Министерства народного просвещения», 1857, № 7), вызванная работой Д. И. Прозоровского «О древнем русском весе». При переводе цен древнерусского рынка на современную разменную монету Заблоцкий-Десятовский принимал в расчет вес, пробу монеты, ценность серебра и золота в данную эпоху и т. д.
Командированный в 1855 году в Московский главный архив, Заблоцкий-Десятовский собрал в нём ценный материал для продолжения своего труда, списывал грамоты и другие исторические документы и, между прочим, обратил внимание на таможенные книги, которые до того совершенно не издавались. Переписав таможенную книгу города Вязьмы 1654 года, он представил её со своим предисловием в Географическое общество, а также напечатал в «Экономическом указателе» статью об «Описи мещанской московской слободы 1677».
Был женат с 26 октября 1852 года (Москва) на дочери коллежского советника Василия Ивановича Грибоедова, Анне.
Во время своего нахождения в Москве Заблоцкому-Десятовскому посчастливилось открыть рукописи неизвестных до этого времени сочинений знаменитого князя М. М. Щербатова, сохранившиеся в домашнем архиве его наследников. Извлечения из бумаг Щербатова с заметками Заблоцкого-Десятовского были напечатаны в «Отечественных записках» (1858 № 3 и 1859 № 12), в «Библиографических записках» (1858—1859) и в «Чтениях Общества истории и древностей российской» (1853 кн. 3).